# Ariadne rufotaeniata
Ariadne rufotaeniata är en fjärilsart som beskrevs av Hans Fruhstorfer 1906. Ariadne rufotaeniata ingår i släktet Ariadne och familjen praktfjärilar. Inga underarter finns listade i Catalogue of Life.